# Pseudarmadillo hoplites
Pseudarmadillo hoplites là một loài chân đều trong họ Delatorreidae. Loài này được Boone miêu tả khoa học năm 1934.